# Katedrala sv. Marka u Makarskoj
Katedrala sv. Marka evanđelista  drugostolna je crkva Splitsko-makarske nadbiskupije. Nalazi se u Makarskoj, na vrhu Kačićevog trga. Sagrađena je u baroknom stilu. Gradnja ove katedrale, bivše stolne crkve makarskih biskupa počela je 1700. godine na inicijativu makarskog biskupa Nikole Bijankovića, no nažalost nikada nije u potpunosti dovršena. Godine 1756. posvetio ju je makarski biskup Stjepan Blašković.
Pročelje crkve okrenuto je prema jugozapadu, a zvonik se vidi gotovo iz cijeloga grada. Na ulazu u katedralu s desne se strane nalazi oltar u kojemu se čuvaju kosti sv. Klementa, zaštitnika grada Makarske i Makarske biskupije. Kosti ovog sveca dovezene su iz rimskih katakombi 1725. godine. S lijeve strane nalazi se oltar Majke Božje, a nad njim jedan mali oltar Gospe od ružarija ili Majke Božje od krunice. U drvu oslikana Djevica s djetetom rad je bizantske škole. Taj mali oltar, prema pričanju mještana, sagrađen je za vrijeme kuge 1815. godine. Drugi oltar na lijevoj strani jest oltar sv. Križa. On predstavlja kalvariju, a kipovi su u drvu prirodne veličine.
Katedrala je bila znatno oštećena za vrijeme velikog potresa 1962. godine, te su obnovom unutarnjega djela crkve napravljene stanovite promjene. Glavni oltar je premješten u pokrajnu kapelicu presvetog sakramenta, gdje je bio na početku. Taj najljepši oltar djelo je venecijanskih majstora. Nakon potresa 1962. godine oštećen je kor te su 1970. godine nabavljene nove orgulje, djelo slovenske tvrtke Jenko.
Upravitelj katedrale župnik je msgr. Pavao Banić.
Kanonici Zbornog Kaptola u Makarskoj su msgr. Stanko Vrnoga i msgr. Stipe Jerković. Svakodnevne svete Mise su u 7.00 i u 18.00 sati zimi, a ljeti u 19.00 sati. Nedjeljne i blagdanske mise su u 8.00, 9.00, 10.30 i 18.00 sati.                                                               